# Оскар Андрес Родригес Марадиага
Оскар Андрес Родригес Марадиага SDB (на испански: Óscar Andrés Rodríguez Maradiaga) (р. 29 декември 1942 г.) е хондураски кардинал и настоящ архиепископ на Тегусигалпа. Кардинал е от 2001 г. Президент е на Каритас – благотворителна католическа организация.

## Биография
Като дете мечтае да стане пилот или саксофонист, но вместо това през 1961 г. се присъединява към монашеското общесто на Салезианите на Дон Боско. Защитава докторантура по теология в Папския Салезански Университет в Рим и по клинична психология в Университета на Инсбрук. Ръкоположен е за свещеник на 28 юли 1970 в Гватемала. В следващите 15 години се занимава и с преподавателска дейност в Гватемала, Ел Салвадор и родният Хондурас. За три години (1975 – 1978) е и ректор на университета в Гватемала.
Ръкоположен е за кардинал от папа Йоан Павел II на консистория през 2001 г. Родригес е първият кардинал от Хондурас. На 5 юни 2007 е избран за новия президент на Каритас на Генералната асамблея във Ватикана и ще е на поста през следващите 4 години.
Считан е за изгряващата звезда на латиноамериканската католическа Църква. В страната си е известен като яростен противник на корупцията, заради което се налага да ходи с охрана. В средите на Католическата църква принадлежи към групата на прогресивните кардинали. Застъпник е за движението за опрощаване на дълговете на страните от Третия свят. Скоро след нахлуването на западните сили в Ирак през 2003 г., заявява че „истинските оръжия за масово унищожение са гладът и бедността“.

## Факти
- Предложен е за кандидат за наследник на папа Йоан Павел II, но на предварителните избори получава само 2 гласа.
- Учил е професионално музика и свирене на пиано в Гватемала и САЩ.
- Полиглот – освен родният испански, владее английски, немски, френски и италиански.

1. ↑  rodmar //   Посетен на 15 октомври 2020 г.